# Internaționalism

Steagul Organizației Națiunilor Unite

Internaționalismul este o mișcare politică care pledează pentru o mai bună cooperare economică și politică între națiuni, în beneficiul teoretic al tuturor. Partizanii acestei mișcări, cum ar fi suporterii Mișcării Federaliste Mondiale, susțin că națiunile trebuie să coopereze pentru că interesele lor reciproce pe termen lung  sunt de valoare mai mare decât nevoile individuale pe termen scurt ale acestora. 

## Internaționalismul și globalizarea
Globalizarea modernă a pieței, după cum susțin criticii acesteia, nu este un fenomen internațional, deoarece este legată doar de integrarea economică, iar aspectele politice și sociale rămân în umbră. În plus, sistemul economic stabilit ca urmare a globalizării diferă de idealul internaționalist. Antiglomerismul modern de stânga, care este exprimat în special de membrii Mișcării Mondiale Federaționale, fiind internaționalist în scopurile sale predică «globalizarea solidarității sociale»; destul de des se pune ideea «unei alte globalizări» (globalizarea alternativă).

## Problema guvernului mondial
Un număr de internaționali sprijină crearea unor organizații mondiale de coordonare, cum ar fi Națiunile Unite, și sunt în viitor pentru un "guvern mondial" puternic. Pe de altă parte, mulți internaționali cred că puterea unui astfel de guvern poate deveni foarte periculoasă dacă se află în mâinile unui dictator și susține ideea unei confederații de state mai probabilă.

## Resurse
- Pop Internationalism by Paul Krugman Arhivat în 25 decembrie 2002, la Wayback Machine.
- Web portal of the Internationalist Review Arhivat în 2 aprilie 2019, la Wayback Machine.
- Web magazine "Islamic Internationalist" Arhivat în 19 noiembrie 2008, la Wayback Machine.